# ریدباخ
ریدباخ (به آلمانی: Riedbach) یک شهر در آلمان است که در هاسبرگه واقع شده‌است.